# NGC 227
NGC 227 هي مجرة محدبة تبعد حوالي 237 مليون سنة ضوئية من الشمس تقع في كوكبة قيطس. تم اكتشافها في 1 أكتوبر 1785 من قبل وليام هيرشل.

## وصلات خارجية
- NGC 227 على موقع ويكي سكاي: DSS2, SDSS, GALEX, IRAS, Hydrogen α, X-Ray, Astrophoto, Sky Map, Articles and images